# Arie & Silvester
Arie & Silvester is een duo van de cabaretiers Arie Koomen en Silvester Zwaneveld. 
Koomen is grafisch vormgever en Zwaneveld studeerde aan de kunstacademie en maakt televisieprogramma's. Beiden speelden bij het stand-upcomedygezelschap de Comedy Explosion. Op Cameretten eindigden ze in 1996 op de tweede plaats, met onder andere ter plekke verzonnen materiaal. Met het tweede programma, Kloten!, maakten Arie & Silvester de overstap naar de grotere zalen. Zij traden tevens op het popfestival Lowlands op. Voor BNN maakten zij vier afleveringen van het programma Oraal, waarin stand-up werd afgewisseld met opgenomen sketches.
In 2005 en 2006 wonnen zij de Cabaret Award voor "Beste cabaretformatie".
In november 2007 maakte het duo bekend uiteen te gaan.
Op 10 oktober 2017 werd bekendgemaakt dat Arie en Silvester, vanaf seizoen 2018/2019, weer gaan touren.

## Cabaretprogramma's
- 1996 - Wegens ziekte uitgesteld!
- 1998 - Kloten!
- 2000 - Vet!
- 2001 - Oraal
- 2002 - Rammen!
- 2005 - 200%
- 2006-2008 - De Grote Arie en Silvester spektakel show
- 2018 - Wie?

## Discografie

### Dvd's
| Dvd's met hitnoteringen in de Nederlandse Music Top 30 | Datum van verschijnen | Datum van binnenkomst | Hoogste positie | Aantal weken | Opmerkingen |
| ------------------------------------------------------ | --------------------- | --------------------- | --------------- | ------------ | ----------- |
| Samengevat (the slechtst of)                           | 2004                  | 10-07-2004            | 17              | 10           |             |
| Rammen                                                 | 2004                  | 18-09-2004            | 5               | 4            |             |
| Vet!                                                   | 2004                  | 25-09-2004            | 20              | 3            |             |